# Степовая, Татьяна Юрьевна
Татьяна Юрьевна Степовая (также выступала под фамилией Степовая-Дьяченко; 23 сентября 1965, Краснодар) — российская, ранее советская, шахматистка, гроссмейстер среди женщин (1992). 
Чемпионка РСФСР (1987, 1988 и 1989), серебряная медалистка чемпионата России 2003 г. Чемпионат СССР (1985) — 8-10-е место. Лучшие результаты в международных соревнованиях: Сочи (1988) — 2-е, Варна (1988) — 4-9-е места. Бронзовый призёр 1-го чемпионата Европы (2000), проходившего в Батуми. Победительница Всесоюзного женского турнира памяти Людмилы Руденко (Петербург, 1991).

## Изменения рейтинга
| Графики недоступны из-за технических проблем. См. информацию на Фабрикаторе и на mediawiki.org. |